# 七海うらら
七海 うらら（ななみ うらら）とは、音楽事業を行っているエイベックス・エンタテインメント株式会社の音楽系YouTuberに特化してサポートするエージェンシー『muchoo（ムチュー）』に所属している歌手でリアルとバーチャルを行き来する「パラレルシンガー」。レーベルはcutting edge 所属。
本人はうららーんの愛称で親しまれている。
また彼女のファンはうらんちゅと呼ばれ、X(旧Twitter)等を中心に高いコミュニティ性を持っている。
男女問わず幅広い音域の声を使い分けるほか、イラストレーター、動画クリエイターでもある。
動画投稿サイトのTikTokやYouTubeなどで「歌ってみた」動画やオリジナル曲の投稿するほか、アニメ主題歌、ゲーム主題歌、CM歌唱などを担当。
各種SNSへの動線や依頼窓口・各種参加イベントの案内など、これまでlit.linkにて自身で管理していたが2025年05月10日にavex公式HPが開設・公開。

## 来歴

### 前歴
幼少期からピアノを習っていた経験があり、学生時代には軽音部でギターとボーカルを担当していた。同時期に脳腫瘍が見つかり小脳摘出手術を受けている。
大学卒業後は就職してOLとして働いていたが体調不良で病院に行った際に乳がんが発覚し片胸を全摘出した。「このまま普通のOLのままでいいんかな」と感じ、2020年からYouTubeに顔出しなしで「歌ってみた」動画の投稿をはじめた。

### 音楽活動
活動開始から2年間は3桁再生ばかりで中々注目されなかった。2021年に『こはならむ「迷えるヒツジ」楽曲カバー選手権』に応募し優勝。2022年4月、優勝特典の楽曲制作で自身初となるオリジナル曲「あたしワールド」をリリースした。作詞作曲は現役の医者であるボカロPの清水コウが担当した。自身の曲をリリースできたことをきっかけに勤めていた会社を退職し音楽活動に力を入れることにしている。
2022年6月にはケンカイヨシの新人発掘プロジェクト「Marble Jewel Box」の第1弾として「あいまいみーらいふ♡」をリリースした。多彩な歌声を活かすために目まぐるしい展開と感情豊かな表現を取り入れた電波ソングとなっている。
7月11日、avexの音楽系YouTuberサポートエージェンシーmuchooに所属することを発表した。事務所に所属したわけではなく引き続きフリーランスとして活動するとしている。
10月30日、音楽サークル『Rainy Pocket*』として同人即売会M3に参加。アルバムを制作、頒布した。
2023年4月30日にはVTuber Fes Japan 2023に参加。前半では「私は最強」、後半では他の出演者と共に「ヴァンパイア」、「DAYBREAK FRONTLINE」を歌唱した。
5月23日、muchooより「ダイヤノカガヤキ」をリリース、メジャーデビューを果たした。

### 個人Vsinger活動
ヒメヒナの歌の動画を見たことでVTuberのことを知り、周りでも始めた友達がいたことから自らもVの姿で表に出たいと思うようになる。自身の歌ってみた動画のイラストを担当していたTingにイラストを、同じ歌ってみた投稿者で自作のLive2Dを使ったMVを作っていたカケキクコにモデリングを依頼した。2022年6月24日にVTuberデビュー配信を行った。当時は競合相手も多く視聴者は100人ほどであった。7月に実写の人物とのアカペラ動画を投稿したところこれがtiktokのおすすめに載ったことをきっかけに動画が伸び始め10月には登録者10万人を達成した。
2023年4月23日に3Dモデルのお披露目配信を行った。

## 人物
動画やメディアへの出演には2D・3Dのアバターでバーチャルシンガーとして活動するほか、リアルの姿でも動画投稿やメディアへの出演を行っている。そのため現在は七海うららをリアルとバーチャルを行き来するパラレルシンガーと称する。
歌唱以外にもイラストの心得もあり、自らのイラストを使った歌ってみた動画を投稿している。「あたしワールド」で使われているイラストも自身で描いたものを使用している。また「ガールズストラテジー」では自身初の作詞作曲を行っている。
好きなアーティストとしてHoneyWorksを挙げており「可愛くてごめん」などをカバーしている。HoneyWorksの「夢ファンファーレ」を聞いたことが自身の夢を追いかけるきっかけとなったことのひとつだという。

## バーチャルビジュアル
元々は七海うららの似顔絵を立ち絵にした歌い手活動からはじまり、そのままの姿を
2Dモデルへと落とし込んだ。デザインは本人。イラストはTing、Live2Dモデリングはカケキクコが担当した。「あたしワールド」で使用したイラストを元に、体を一部失ってしまっているのを比喩する形で片足が義足となっておりその義足はハーバリウムで装飾されている。
3Dモデルはぽんぷ長が担当した。

## 出演

### テレビ番組
2022年
- Music B.B. 5月[21]

2023年
- プロジェクトV 3月30日 日本テレビ[22]
- MUSIC VERSE 6月29日 日本テレビ[23]

2024年
- オールスター合唱団バトル 特別番組 7月13日 フジテレビ
- オールスター合唱団バトル 7月14日 フジテレビ
- bbt music selection 12月12日 富山テレビ

### テレビドラマ
2023年
- 世にも奇妙な物語'23 秋の特別編「走馬灯のセトリは考えておいて」 11月11日 フジテレビ - 黄昏キエラ 役[24]

### インターネット番組
2023年
- ネクスタ! -Next Star Live!-! 4月28日 V-TIPS[25]
- アワステ 5月7日[26]・6月9日[27] AWA
- あつまれバーチャル 5月27日 ニコニコ公式生放送[28]
- Re:AcT３Ｄ音楽番組「#VirtualonMusic」  7月17日
- Virtual Music Award2023 summer　9月2日 Z-aN
- ピンクリボン オンラインイベントもっと 知って 乳がんのこと 10月1日

2024年
- Virtual Music Award 2024 Winter 1月20日 Z-aN
- アワステ 12月6日 AWA
- Plug+（プラグ・プラス）YouTube インタビュー 12月18日

2025年
- Virtual Music Award 2025 1月26日 Z-aN
- アメムラTVエクストラ　2月7日

### ラジオ番組
2023年
- ミューコミVR 5月7日 ニッポン放送
- ミューコミVR 6月18日 ニッポン放送[29]
- ぶいあーる！～VTuberの音楽Radio～ 7月2日 NHKFM
- 『802 Palette』7月8日 FM802
- ミューコミVR 8月13日 ニッポン放送[30]

2024年
- キャッチ！ 1月17日 e-radio
- DIG!!!!!!!! FUKUOKA 1月18日 FM福岡
- ヘッドホンおじさんCX 1月26日 広島FM
- 『802 Palette』 1月25日 FM802
- 門松良祐のフォーティーラブ（40・0） 2月5日 FM仙台
- #さえのわっふる 2月6日 RKBラジオ
- AWA Presents 七海うららのキワメテラジオ 4月14日 - 6月30日 RKBラジオ[31]
- ミリアド・ジェネティクス presents 東島衣里と七海うららのヘルスアップデート！ ～知っていますか？HBOCのこと～ 4月30日 ニッポン放送
- ミューコミVR 5月5日 ニッポン放送
- #さえのわっふる 5月30日 RKBラジオ
- Girls² ミサキとクレアのアニファン！ 8月9日 文化放送
- Girls² ミサキとクレアのアニファン！ 8月16日 文化放送
- ミリアド・ジェネティクス presents 七海うららのパラレルーム 10月4日 - ニッポン放送
- NAQT VANE’s Good Vibes Only 11月13日 FM NORTH WAVE
- ときめきステーション ダブジェネカウントダウン 11月23日 ぎふチャン
- Clip 11月25日 ラジオ関西
- キャッチ！ 11月27日 e-radio
- でるラジ 11月28日 KNBラジオ
- DAYDREAM MAGIC 11月28日 FM AICHI
- TWILIGHT MAGIC 12月3日 FM GIFU
- NEXTracks 12月4日 TOKAI RADIO
- #さえのわっふる 12月9日 RKBラジオ
- DIG!!!!!!!!FUKUOKA 12月9日 FM福岡
- Oita Sunset Groove 12月9日 FM大分
- music x serendipity 12月9日 LOVE FM
- 門松良祐のフォーティーラブ 12月9日 Date fm
- アニメロティック 第3期 12月16日 HBCラジオ
- RADIO GROOVE(コメント出演) 12月17日 FM NORTH WAVE
- IMAREAL(インタビュー出演) 12月20日 エフエム北海道
- Anison-R ～マンガ・アニメ研究部～(コメント出演) 12月20日 FM NORTH WAVE
- KBC MUSIC PROGRAM "FUZZ"(コメント出演) 12月30日 KBCラジオ

2025年
- ヘッドホンおじさんCX 1月18日 広島FM

### ライブイベント
2022年
- Next to You 8月26日[32]
- i-STAR presents LIVE『紡-TSUMUGI- 2』 11月23日 i-STAR　[33]

2023年
- VTuber Fes Japan 2023 4月30日 『ニコニコ超会議2023』[8]
- i-STAR FESTIVAL  2023 in SHINKUKU 7月25日
- バズリズム LIVE V 2023 7月29日 『バズリズム』派生企画[34]
- 七海うらら1stワンマンライブ『Parallel Show』8月4日[35]

2024年
- SANRIO Virtual Festival 2024 2月25日 VRChat
- 七海うらら2ndワンマンライブ『Parallel Show "Prism"』3月4日 豊洲PIT/3月30日 大阪IMPホール[36]
- FUURYUUFES 5.0 6月22日 Kアリーナ横浜
- AniRAVE Fever!!!!! 6月22日 GARDEN 新木場 FACTORY
- 1st Full Album 『Kiss and Cry』リリースイベント ミニライブ 10月09日 タワーレコード新宿店
- 1st Full Album 『Kiss and Cry』リリースイベント ミニライブ 10月13日 タワーレコード梅田NU茶屋町店
- Eggs presents FM802 35th Anniversary“Be FUNKY!!” MINAMI WHEEL 2024 10月12日 - 10月14日(出演日10月14日)
- AWA UPSTREAM 2024 AUTUMN 10月19日 秋葉原エンタス
- 1st Full Album 『Kiss and Cry』Amazon限定リリースイベント 限定ミニライブ 11月02日 渋谷某所
- アニレヴ Circuit!!!!!＠新宿WARP 11月04日 WARP SHINJUKU
- 1st Full Album 『Kiss and Cry』リリースイベント ミニライブ 12月01日 タワーレコード川崎店
- 1st Full Album 『Kiss and Cry』リリースイベント ミニライブ 12月10日 HMV&BOOKS HAKATA
- 第50回ラジオ・チャリティ・ミュージックソン 有楽町駅前ステージ 12月24日 有楽町駅前広場 愛の泉特設ステージ

2025年
- Alice in the concerto 2025 1月31日-2月01日 千葉市美浜文化ホール　メインホール
- 巫てんりpresents“Resonance” 3月2日 飛行船シアター
- ULTRA ANIME FES 2025 Day2 3月9日 ぴあアリーナMM
- アニレヴ ～ZONE～＠KANDA SQUARE HALL 3月15日 神田スクエアホール
- CENTRAL MUSIC & ENTERTAINMENT FESTIVAL 2025 【VIVAL】4月5日 KT Zepp Yokohama
- Joy∞Stage – 次元を超える音楽祭 7月19日 香港・湾仔 Hopewell Hotel 16階 Grand Ballroom
- AniRAVE ～Drive!!!!!～ 7月26日 WARP SHINJUKU
- 1st Real Tour『Uralock』8月17日 CLUB UPSET
- YELL LIVE 2025 powered by TikTok LIVE 8月27日 Zepp Haneda
- 1st Real Tour『Uralock』8月30日 PLANT HALL
- 1st Real Tour『Uralock』9月13日 Live House Anima
- 1st Real Tour『Uralock』9月28日 LIVE HOUSE enn 3rd
- 1st Real Tour『Uralock』10月4日 ROOMS
- 1st Real Tour『Uralock』11月2日 HOLIDAY SHINJUKU

### イベント出演
2025年
- なりたい職業発見プログラム-アーティスト編- 8月9日 大阪アミューズメントメディア専門学校

### 朗読劇
2023年
- 酔シグレ1st Full Album Release Event「吟遊詩人の追想録」 5月21日 - 甘也ルナ 役

2024年
- 酔シグレ2nd Full Album Release Event「吟遊詩人の回顧録(メモワール)」 5月12日 - 甘也ルナ 役

### CM
2023年
- 日本生命　ニッセイはじめての保険 WebCM歌唱

2024年
- 遺伝性乳がん卵巣がん疾患啓発　CMリアル出演

## コラボレーション
2022年12月27日、複合型書店ヴィレッジヴァンガードのオンラインストアでキーホルダーやキャラスタンドなどのコラボグッズが販売された。
2023年1月31日、ローソン限定書籍『VTuberスタイル 七海うらら BOOK』が発売された。
5月、アパレルブランドLIVERTINE AGEとのコラボを発表。七海うららが考案したTシャツやキャップ、帽子などが販売された。
2024年8月16日に公開されたアニメ『メダリスト』の第2弾PV内、メインテーマのコーラスに参加。
2024年9月5日、SEGAの手がけたアーケード音楽ゲーム『チュウニズム』にて、歌唱を担当した『おしゃまなプリンセス feat. 七海うらら』(ボカロPのShuさんが作詞作曲を担当) が実装された。
2024年12月27日、miHoYoによって開発・配信されているアクションRPG『ゼンレスゾーンゼロ』内のキャラクター 星見雅のイメージソングおよびMVを自chにて公開。

## ディスコグラフィー
ゲーム会社サイバーステップのゲームアプリ『BLACK STELLA PTOLOMEA』では主題歌「Over Rider」を担当。
| # | 発売日         | タイトル                                                                                         | 楽曲制作 |
| - | -------------- | ------------------------------------------------------------------------------------------------ | --- |
| 1 | 2022年4月13日  | あたしワールド                                                                                   | 作詞・作曲：清水コウ MV：椎柚あげ                                                                            |
| 2 | 2022年6月29日  | あいまいみーらいふ♡                                                                              | 作詞・作曲・編曲：ケンカイヨシ 作詞・コーラスワーク：ナカツジアラタ イラスト・MV：柏森たま                   |
| 3 | 2023年5月12日  | ダイヤノカガヤキ                                                                                 | 作詞・作曲：夏代孝明 イラスト：おむたつ MV：tugutugu                                                         |
| 4 | 2023年6月23日  | Trigger                                                                                          | 作詞：TOPHAMHAT-KYO(FAKE TYPE.) 作曲：FAKE TYPE. Track：DYES IWASAKI(FAKE TYPE.) イラスト：寺田てら MV：DaLq |
| 5 | 2023年7月31日  | Seventh Heaven                                                                                   | 作詞・作曲：田淵智也 編曲:岸田勇気 イラスト：かく MV：たいすけ                                               |
| 6 | 2023年11月12日 | 茜光                                                                                             | 作詞・作曲：umigame イラスト:うた坊 MV：しろみや                                                             |
| 7 | 2024年7月21日  | TVアニメ 「未来の黒幕系悪役令嬢モリアーティーの異世界完全犯罪白書」主題歌 感情革命ロックンロール | 作詞・作曲：Tomato Factory                                                                                   |

| # | 発売日         | タイトル     |
| - | -------------- | ------------ |
| 1 | 2022年11月30日 | Rainy Pockt* |

| # | 発売日         | タイトル                       |
| - | -------------- | ------------------------------ |
| 1 | 2024年1月17日  | 1st Mini Album「Prism」        |
| 2 | 2024年11月20日 | 1st Full Album「Kiss and Cry」 |

| 発売日        | タイトル                                         |
| ------------- | ------------------------------------------------ |
| 2023年2月8日  | Yoshi「StoryGazer (feat. 七海うらら)」           |
| 2023年9月23日 | camel-leon, 七海うらら & LaughterFive「glitter」 |